# Изгрев (Ямболская область)
Изгрев (болг. Изгрев) — село в Болгарии. Находится в Ямболской области, входит в общину Елхово. Население составляет 594 человека.

## Политическая ситуация
В местном кметстве Изгрев, в состав которого входит Изгрев, должность кмета (старосты) исполняет Жана Иванова Попова (коалиция в составе 2 партий: Болгарская социал-демократия (БСД), Болгарская социалистическая партия (БСП)) по результатам выборов.
Кмет (мэр) общины Елхово — Петыр Андреев Киров (коалиция партий: Граждане за европейское развитие Болгарии (ГЕРБ), Демократы за сильную Болгарию, Земледельческий народный союз, Союз демократических сил, Союз свободной демократии) по результатам выборов.